# Amorphophallus discophorus
Amorphophallus discophorus är en kallaväxtart som beskrevs av Cornelis Andries Backer och Cornelis Rugier Willem Karel van Alderwerelt van Rosenburgh. Amorphophallus discophorus ingår i släktet Amorphophallus och familjen kallaväxter. Inga underarter finns listade.